# UFC Fight Night: Shogun vs. Sonnen
UFC Fight Night: Shogun vs. Sonnen è stato un evento di arti marziali miste tenuto dalla Ultimate Fighting Championship il 17 agosto 2013 al TD Garden di Boston, Stati Uniti.

## Retroscena
Fu il primo evento Fight Night dell'UFC trasmesso su Fox Sports ed il ritorno dei Fight Night dopo quasi due anni di assenza dalla programmazione.
Il main event che coinvolse Mauricio "Shogun" Rua e Chael Sonnen avrebbe dovuto svolgersi ad UFC 161 ed in tal caso l'avversario di Rua doveva essere Antônio Rogério Nogueira, poi sostituito proprio da Sonnen causa infortunio.

## Risultati
|                  | Divisione         |                  |                 |                  | Metodo                                      | Round           | Tempo           | Premio          |
| Card principale  | Card principale   | Card principale  | Card principale | Card principale  | Card principale                             | Card principale | Card principale | Card principale |
| ---------------- | ----------------- | ---------------- | --------------- | ---------------- | ------------------------------------------- | --------------- | --------------- | --------------- |
|                  | Pesi Mediomassimi | Chael Sonnen     | batte           | Mauricio Rua     | Sottomissione (ghigliottina)                | 1               | 4:47            | SOTN            |
|                  | Pesi Massimi      | Travis Browne    | batte           | Alistair Overeem | KO (calcio frontale e pugni)                | 1               | 4:08            | KOTN            |
|                  | Pesi Gallo        | Urijah Faber     | batte           | Iuri Alcântara   | Decisione unanime (30-26, 30-26, 30-27)     | 3               | 5:00            |                 |
|                  | Pesi Welter       | Matt Brown       | batte           | Mike Pyle        | KO (pugni)                                  | 1               | 0:29            | KOTN            |
|                  | Pesi Medi         | John Howard      | batte           | Uriah Hall       | Decisione non unanime (30-27, 29-28, 28-29) | 3               | 5:00            |                 |
|                  | Pesi Leggeri      | Michael Johnson  | batte           | Joe Lauzon       | Decisione unanime (30-27, 30-27, 30-25)     | 3               | 5:00            |                 |
| Card preliminare |                   |                  |                 |                  |                                             |                 |                 |                 |
|                  | Pesi Gallo        | Michael McDonald | batte           | Brad Pickett     | Sottomissione (triangolo)                   | 2               | 3:43            | FOTN + SOTN     |
|                  | Pesi Piuma        | Conor McGregor   | batte           | Max Holloway     | Decisione unanime (30-27, 30-27, 30-26)     | 3               | 5:00            |                 |
|                  | Pesi Piuma        | Steven Siler     | batte           | Mike Brown       | KO (pugni)                                  | 1               | 0:50            |                 |
|                  | Pesi Piuma        | Diego Brandão    | batte           | Daniel Pineda    | Decisione unanime (29-28, 29-28, 29-28)     | 3               | 5:00            |                 |
|                  | Pesi Piuma        | Manvel Gamburyan | batte           | Cole Miller      | Decisione unanime (30-27, 29-28, 29-28)     | 3               | 5:00            |                 |
|                  | Pesi Mediomassimi | Ovince St. Preux | batte           | Cody Donovan     | KO (pugni)                                  | 1               | 2:07            |                 |
|                  | Pesi Leggeri      | James Vick       | batte           | Ramsey Nijem     | Sottomissione (ghigliottina)                | 1               | 0:58            |                 |

## Premi
I lottatori premiati ricevettero un bonus di 50.000 dollari.
Legenda:
- FOTN: Fight of the Night (vengono premiati entrambi gli atleti per il miglior incontro dell'evento)
- KOTN: Knockout of the Night (viene premiato il vincitore per la migliore vittoria tramite KO dell'evento)
- SOTN: Submission of the Night (viene premiato il vincitore per la migliore vittoria tramite sottomissione dell'evento)

## Incontri annullati
|  | Divisione   |                |        |                 | Motivo                |
|  | ----------- | -------------- | ------ | --------------- | --------------------- |
|  | Pesi Medi   | Uriah Hall     | contro | Nick Ring       | Ring indisponibile    |
|  | Pesi Medi   | Uriah Hall     | contro | Josh Samman     | Samman indisponibile  |
|  | Pesi Piuma  | Mike Brown     | contro | Akira Corassani | Corassani infortunato |
|  | Pesi Welter | Matt Brown     | contro | Thiago Alves    | Alves infortunato     |
|  | Pesi Piuma  | Conor McGregor | contro | Andy Ogle       | Ogle infortunato      |